# 医道の日本
『医道の日本』（いどうのにっぽん）は、医道の日本社から刊行されている月刊学術雑誌。1938年（昭和13年）に創刊された。雑誌の副題に「The Japanese Journal of Acupuncture & Manual Therapies」とあり、鍼灸マッサージをはじめとした東洋医学系手技療法の学術論文や治療法が主体となっている。かつては漢方薬に関する記事もあったが、今はほとんどない。

## 体裁と定価
2018年5月現在、B5版約150ページで、本体価格908円（税別）。定期購読は、半年（6冊）で5,500円。1年（12冊）で9,800円である。

## 歴史
発刊当時、鍼医といえば「あんま」とともに、視覚障害者の代名詞で、睛眼者でこれを商売にしている人は非常に少なかった。しかし視覚障害者の鍼医に比べると彼らは研究熱心で、古典の研究発表や新しい学術論文を歯票したり読んだりしたいという要望が多く、それによって発刊された。A5版の、表紙に目次が搗いている、いかにも同人誌といった体裁の雑誌だった。
1970年代、中国との国交が正常化し、鍼麻酔の小海から、東洋医学がブームになると、健常者で鍼灸を志す人が増え、また、医師で鍼灸を勉強する人も多くなり、西洋医学的な解釈による論文が多くなった。しかし現在では、鍼灸マッサージ師のための、東洋医学的な記事が多くなっている。